# GN-z11
GN-z11 és una galàxia d'alt desplaçament cap al vermell que es troba a la constel·lació de l'Óssa Major.
És una de les galàxies més llunyanes de la Terra mai descobertes. El descobriment del 2015 es va publicar en un article del 2016 encapçalat per Pascal Oesch i Gabriel Brammer (Cosmic Dawn Center). Fins al descobriment de JADES-GS-z13-0 el 2022 pel Telescopi Espacial James Webb, GN-z11 era la galàxia coneguda més antiga i distant fins ara identificada a l'univers observable, amb un desplaçament cap al vermell espectroscòpic de z = 10,957, que correspon a una distància pròpia d'aproximadament 32 milions d'anys llum (9,8 milions de parsecs). Les dades publicades el 2024 van establir que la galàxia conté el forat negre més distant, i per tant el més antic, conegut a l'Univers, estimat en uns 1,6 milions de masses solars.
El nom de l'objecte deriva de la seva ubicació al camp de galàxies GOODS-Nortf i del seu alt nombre de desplaçament cap al vermell cosmològic (GN + z11). S'observa tal com existia fa 13.400 milions d'anys, només 400 milions d'anys després del Big-bang; com a resultat, la seva distància de vegades s'informa de manera inapropiada com a 13.400 milions d'anys llum, la seva mesura de distància de viatge de la llum.
A principis del 2023, el Telescopi Espacial James Webb va observar la galàxia i va informar un desplaçament cap al vermell definitiu de z = 10,6034 ± 0,0013.
La galàxia té un desplaçament cap al vermell tan alt que la distància del seu diàmetre angular és en realitat menor que la d'algunes galàxies amb un desplaçament cap al vermell més baix. Això significa que la relació entre la seva mida angular (la seva aparença al cel) i la seva mida en anys llum és més gran.

## Descobriment
La galàxia va ser identificada per un equip que estudiava dades del Cosmic Assembly Near-infrared Deep Extragalactic Legacy Survey (CANDELS) del Telescopi Espacial Hubble i del Great Observatories Origins Deep Survey-North (GOODS-North) del Telescopi Espacial Spitzer. L'equip de recerca va utilitzar la Wide Field Camera 3 del Hubble per mesurar la distància a GN-z11 espectroscòpicament, mesurant el desplaçament cap al vermell causat per l'expansió de l'Univers.
- Animació que mostra la ubicació de GN-z11

Les troballes, que es van anunciar el març de 2016, van revelar que la galàxia estava més lluny del que es pensava originalment, al límit de distància del que pot observar el Telescopi Hubble. GN-z11 és uns 150 milions d'anys més antiga que l'anterior posseïdora del rècord EGSY8p7, i s'observa (poc després però) «molt a prop del final de l'anomenada Edat Fosca de l'Univers», i (durant però) «prop del principi de l'era de la reionització».

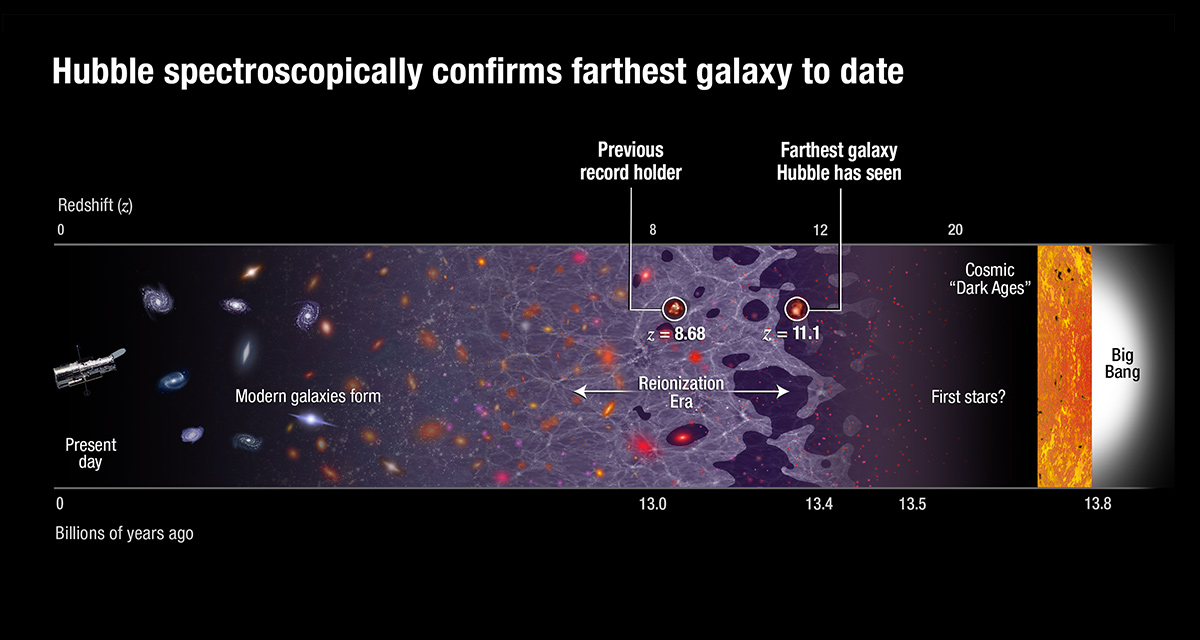
El Hubble confirma espectroscòpicament la galàxia més llunyana fins ara

En comparació amb la Via Làctia, GN-z11 té 1⁄25 de la mida, té l'1% de la massa i forma noves estrelles aproximadament vint vegades més ràpid. Amb una edat estel·lar estimada en 40 milions d'anys, sembla que la galàxia va formar les seves estrelles amb relativa rapidesa. El fet que una galàxia tan massiva existís tan aviat després que les primeres estrelles comencessin a formar-se és un repte per a alguns models teòrics actuals de la formació de galàxies.